# EMI 뮤직 재팬
주식회사 EMI 뮤직 재팬(EMI Music Japan Inc.)은 EMI그룹 산하의 음반사이다. 옛날 이름은 도시바 EMI 주식회사(TOSHIBA-EMI LIMITED, 약칭: 도시바 EMI)이다.

## 내력
원래는 EMI와의 합작으로 세워진, 도시바 그룹의 자회사로 "도시바 EMI"로 불렸다. 그러나 2006년 12월 14일, 도시바가 음악 사업을 청산하면서 도시바가 가진 주식을 EMI 그룹에 매각하게 되어 도시바와는 무관한 기업이 되었고, 2007년 6월 30일 지금의 "EMI 뮤직 재팬"으로 회사 이름을 바꾸었다.
2013년 4월 1일 유니버설 뮤직 재팬에게 인수되어, EMI 레코드 재팬으로 이름을 바꾸었다.

## 소속 음악가

### 주요 소속 음악가
- 글레이
- 도쿄지헨
- 래드윔프스
- 마쓰토야 유미
- 베이스 볼 베어
- 사카모토 후유미
- 시이나 링고
- 알피
- 애시드맨
- 오구로 마키
- 우타다 히카루
- 이나고 라이더
- 이마이 미키
- 양수경
- 기시단
- 호테이 토모야스
- 후지패브릭
- 히무로 쿄스케
- 9mm 패러벨럼 불렛
- 샤이니
- 티아라
- 아이유
- 제임스 이하

### 소속했던 음악가
- (아무로 나미에)
- (오니츠카 치히로)
- (오자와 겐지)
- (SADS)
- (Something ELse)
- (SUPER BELL"Z)
- (Z-1)
- (Miyazawa rie)
- (오시오 코타로)